# Saccostomus
A Saccostomus az emlősök (Mammalia) osztályának a rágcsálók (Rodentia) rendjébe, ezen belül a madagaszkáriegér-félék (Nesomyidae) családjába tartozó nem.

## Rendszerezés
A nembe az alábbi 2 faj tartozik:
- Saccostomus campestris Peters, 1846 – típusfaj
- Saccostomus mearnsi Heller, 1910